# Itte Detenamo
Itte Detenamo (Buada, 22 settembre 1986) è un sollevatore nauruano, della categoria +105kg.
È stato iniziato dal padre alla disciplina all'età di 10 anni.

Ha rappresentato Nauru in tre edizioni dei Giochi olimpici dal 2004 al 2012 e ha partecipato a 6 edizioni dei campionati mondiali.

## Palmarès
- Giochi olimpici

Atene 2004: 14º nei 105kg.
Pechino 2008: 10º nei 105kg.
Londra 2012: 13º nei 105kg.
- Mondiali

Vancouver 2003: 26º nei 105kg.
Santo Domingo 2006: 15º nei 105kg.
Chiang Mai 2007: 20º nei 105kg.
Goyang 2009: 12º nei 105kg.
Parigi 2011: 10º nei 105kg.
Houston 2015: 24º nei 105kg.
- Giochi del Commonwealth

Melbourne 2006: bronzo nei 105kg.
Delhi 2010: argento nei 105kg.
Glasgow 2014: argento nei 105kg.
Gold Coast 2018: Non ha terminato la prova.
- Giochi del Pacifico

Apia 2007: oro nei 105kg.
Nouméa 2011: oro nei 105kg.
Port Moresby 2015: oro nei 105kg.
- Campionati Oceaniani

Apia 2006: oro nei 105kg.
Apia	2007: oro nei 105kg.
Auckland 2008: oro nei 105kg.